# Dreux

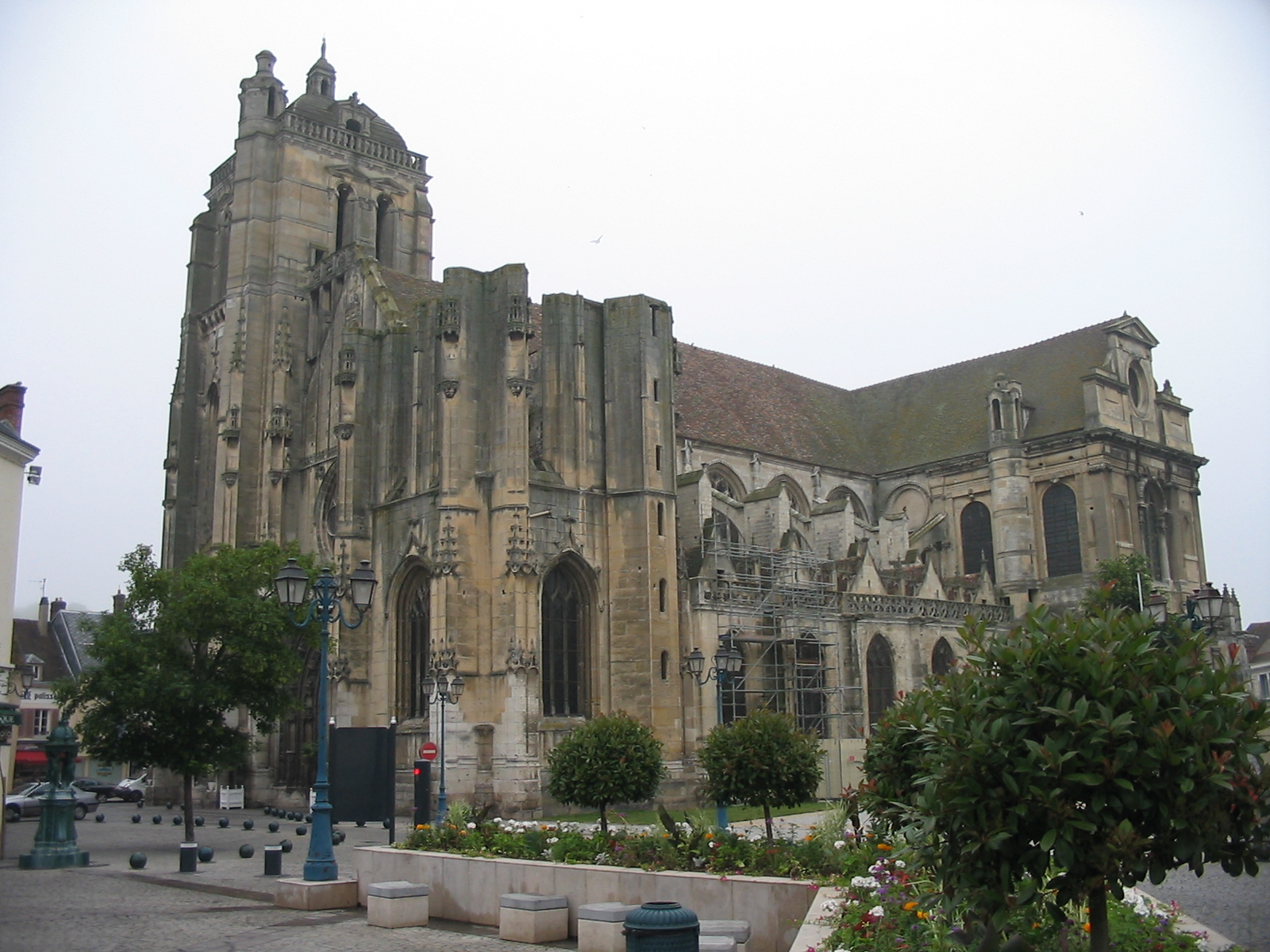
Dreux, Kirche Saint-Pierre

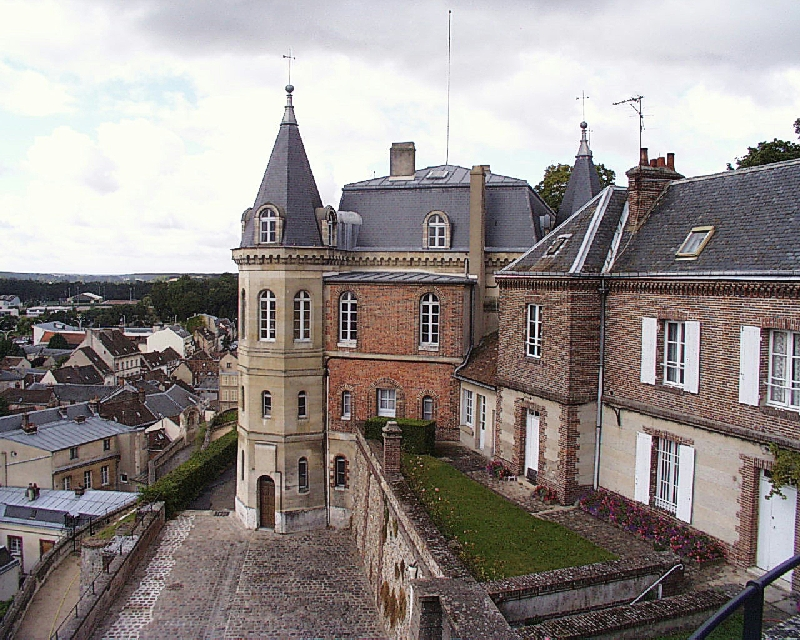
Schloss Dreux

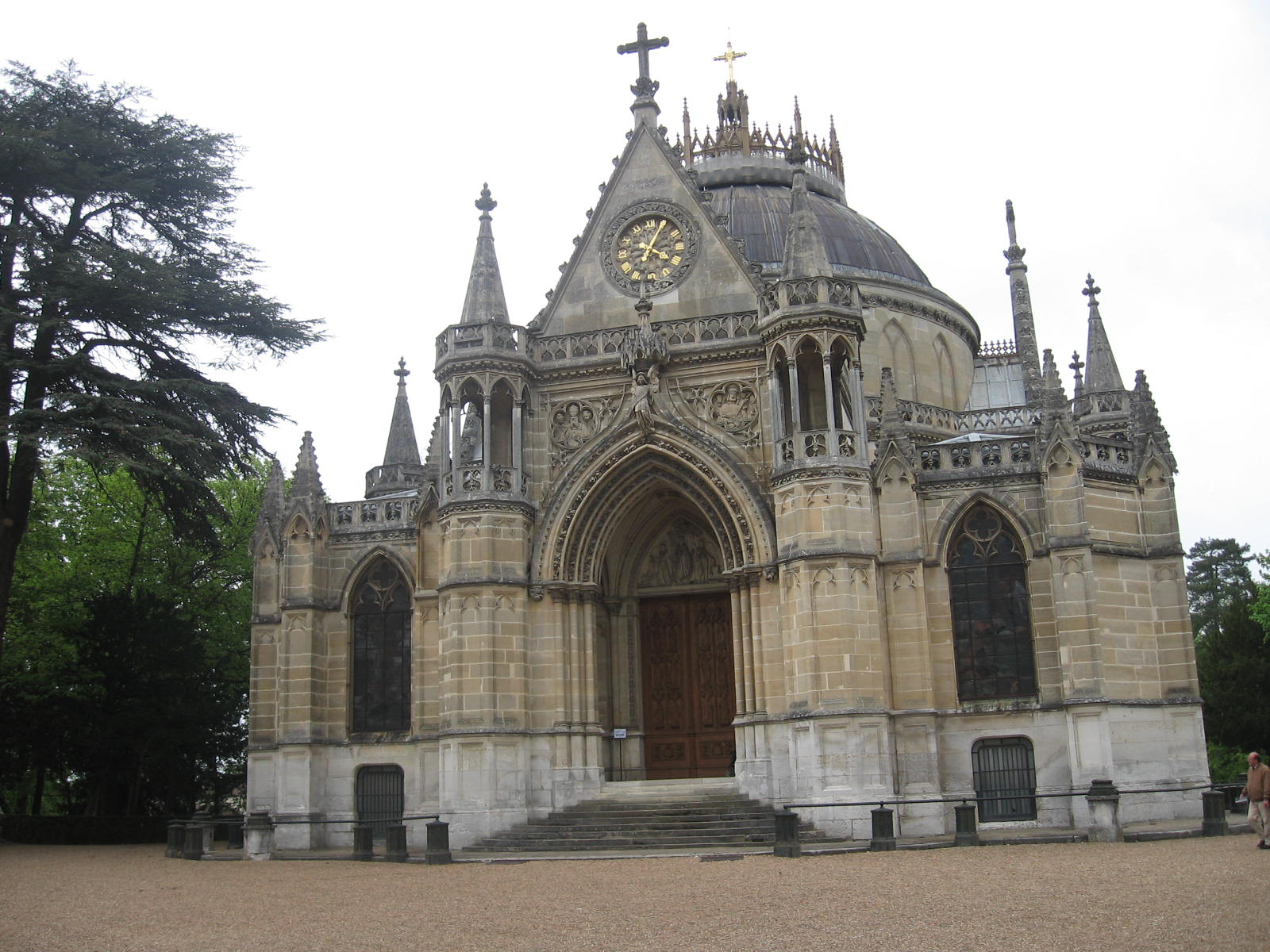
Chapelle royale de Dreux

Dreux ist eine französische Stadt mit 31.205 Einwohnern (Stand 1. Januar 2022) im Département Eure-et-Loir.

## Lage
Dreux liegt etwa 90 Kilometer westlich von Paris, im Tal des Flusses Blaise, kurz vor dessen Mündung in die Eure.

## Geschichte
Die Stadt war Hauptstadt eines kleinen gallischen Stammes, der sogenannten „Durocasses“. In der Römerzeit kreuzten hier wichtige Verkehrsstraßen. Im Mittelalter war die Stadt Sitz einer Grafschaft. 
Schlacht von Dreux: Während des Ersten Hugenottenkriegs wurden am 19. Dezember 1562 die protestantischen Truppen unter Ludwig I. Prinz von Condé und Admiral Gaspard von Coligny in der Schlacht von Dreux von der katholischen Armee unter François de Lorraine besiegt.
Dreux ist der Geburtsort von François-André Danican Philidor (1726–1795), eines Komponisten, der heute vor allem als der stärkste Schachspieler des 18. Jahrhunderts bekannt ist. Das Schloss von Dreux ist bis heute Wohnsitz des jeweiligen Chefs des Hauses Orléans, gegenwärtig von Jean d’Orléans, Graf von Paris. Verschiedene Mitglieder der französischen Königsfamilie sind in der Chapelle Royale Saint Louis bestattet, die 1816 im Auftrag der Witwe des Herzogs von Orléans, Philippe Égalité, errichtet wurde, darunter auch dessen Sohn König Louis-Philippe I. und Königin Maria Amalia.
Im Deutsch-Französischen Krieg wurde Dreux am 19. November 1870 von preußischen Truppen eingenommen.
Internationale Beachtung erfuhr der Ort 1983, als die damals noch unbedeutende Front National hier ihre ersten großen Wahlerfolge erzielen konnte und die Mehrheit im Stadtrat erhielt; als Ursachen wurden die hohe Arbeitslosigkeit in der Industriestadt und die Überfremdungsängste wegen des Zuzugs von algerisch-muslimischen Einwanderern (vor allem Harkis aus dem Algerienkrieg) genannt. Während der 1990er Jahre konnte, im Gegensatz zum Trend im Rest des Landes, der Einfluss der Rechtsextremen jedoch zurückgedrängt werden, so dass die Partei heute mit nur 2 von 39 Ratsmitgliedern im Stadtrat vertreten ist; außerdem unternahm die Stadt umfangreiche Bemühungen, ihren schlechten Ruf zu verändern. Zur Europawahl 2014 wurde die FN mit 24,71 % stärkste Partei in Dreux; ebenso gewann sie die erste Runde der Regionalwahl 2015 in der Stadt mit 26,86 %, musste sich in der zweiten Runde aber dem Kandidaten eines Bündnisses verschiedener linker Parteien geschlagen geben.

### Bevölkerungsentwicklung
| Jahr                       | 1962   | 1968   | 1975   | 1982   | 1990   | 1999   | 2006   | 2018   |
| Einwohner                  | 21.588 | 29.408 | 33.101 | 33.379 | 35.230 | 31.849 | 32.723 | 30.664 |
| Quellen: Cassini und INSEE |        |        |        |        |        |        |        |        |

## Sehenswürdigkeiten
- Chapelle royale de Dreux oder Chapelle royale Saint-Louis
- Ruinen der alten Festung auf dem Schlossberg
- Kirche Saint-Pierre
- Rathaus

## Partnerstädte
Dreux ist durch Städtepartnerschaften verbunden mit
- Todi in Umbrien (Italien), seit 1960
- Melsungen in Hessen (Deutschland), seit 1966
- Koudougou in Burkina Faso, seit 1972
- Evesham in der Grafschaft Worcestershire (England), seit 1977
- Bautzen in Sachsen (Deutschland), seit 1992
Mit Bautzen bestand bereits seit 1965 ein Freundschaftsvertrag, der zuerst zwischen den beiden Frauenorganisationen im Rathaus von Bautzen im Beisein des damaligen Bürgermeisters Urban unterzeichnet wurde

## Persönlichkeiten
- Antoine Godeau (1605–1672), Dichter und Schriftsteller
- Jean Rotrou (1609–1650), Dramaturg und Dichter
- François de Gravelle (um 1645–1708), Autor und Philosoph
- François-André Danican Philidor (1726–1795), Komponist und berühmter Schachspieler
- Jean-Louis-Auguste Loiseleur-Deslongchamps (1774–1849), Arzt und Botaniker
- Louis Benoît Guersant (1777–1848), Arzt und Naturforscher (Botaniker)
- Louis Charles Delescluze (1809–1871), Journalist
- Jean-Ernest Ménard (1910–1973), Bischof von Rodez
- Dominique Cravic (* 1946), Gitarrist
- Jean-Charles Taugourdeau (* 1953), Politiker
- Catherine Corsini (* 1956), Filmregisseurin
- Paul Deem (* 1957), US-amerikanischer Radrennfahrer
- Laurent Percerou (* 1961), römisch-katholischer Bischof von Nantes
- Laurent Dehors (* 1964), Jazzmusiker
- Kalifa Cissé (* 1984), malischer Fußballspieler
- Yannick Lesourd (* 1988), Sprinter
- Wilfred Moke (* 1988), Fußballspieler
- Adrien Trebel (* 1991), Fußballspieler
- Léa Le Garrec (* 1993), Fußballspielerin
- Gauthier Mvumbi Thierry (* 1994), Handballspieler
- Melissandre Pain (* 1995), Bahnradsportlerin
- Clément Petit (* 2001), Bahnradfahrer
- Éva Allice (* 2002), marokkanische Fußballspielerin